# Urlați
Urlați (pronunciat en romanès: [urˈlat͡sʲ]) és una ciutat del comtat de Prahova, Muntènia (Romania). El 2011 tenia 10.064 habitants.
La ciutat administra setze pobles: Arioneștii Noi, Arioneștii Vechi, Cherba, Jercălăi, Mărunțiș, Orzoaia de Jos, Orzoaia de Sus, Schiau, Ulmi, Valea Bobului, Valea Crângului, Valea Mieilor, Valea Nucetului, Valea Pietrei, Valea Seman i Valea Urloii.
La ciutat es troba a la part sud-central del comtat. Limita amb les següents comunes: Ceptura al nord-est, Tomșani al sud-est, Albești Paleologu al sud, Valea Călugărească al sud-oest, Plopu a l'oest i Iordăcheanu al nord.
El riu Cricovul Sărat travessa Urlați.

## Fills il·lustres

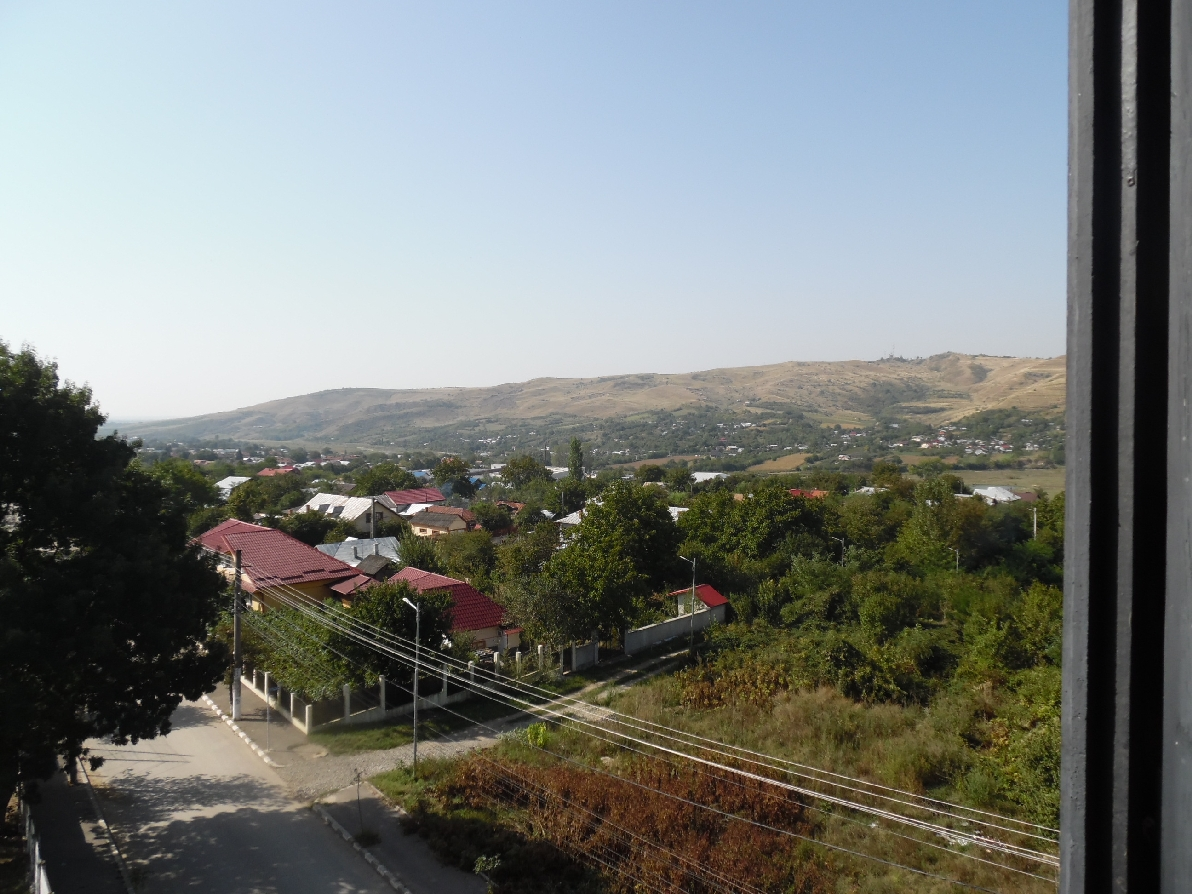
Vista d’Urlați

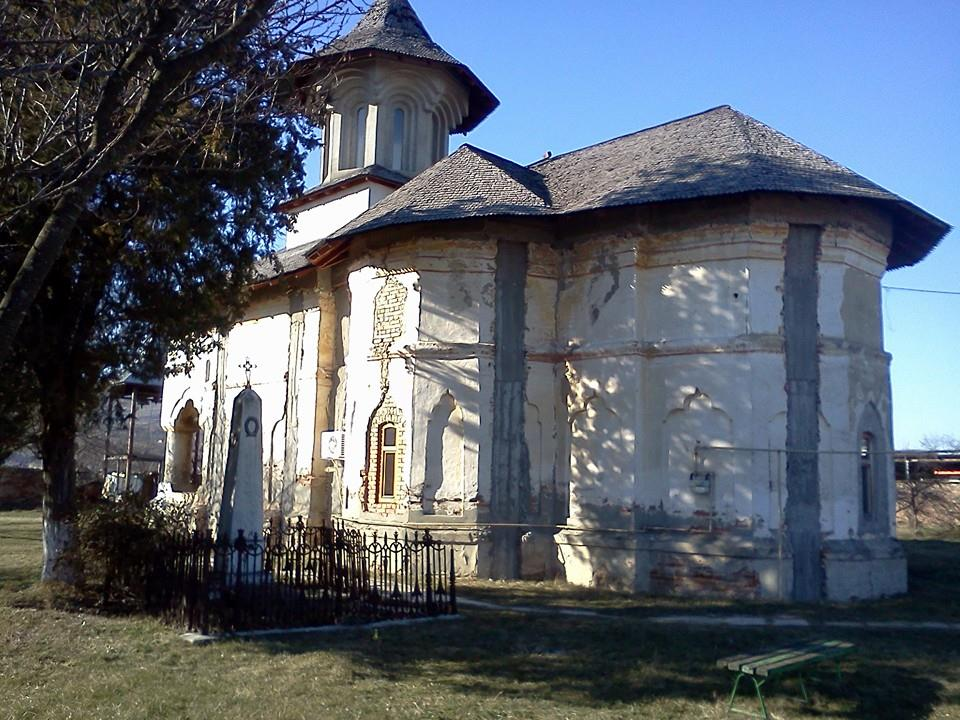
Església a Urlați

- Octavian Grigore
- Constantin Vișoianu

## Clima
Urlați té un clima subtropical humit (Cfa a la classificació climàtica de Köppen).